# Asienspiele 2014/Kabaddi
Bei den Asienspielen 2014 in Incheon, Südkorea wurden vom 28. September bis 3. Oktober 2014 zwei Wettbewerbe im Kabaddi ausgetragen, je einer für Damen und Herren.

## Herren

### Vorrunde
|  | Team für Halbfinale qualifiziert |

#### Gruppe A
| Rang | Land        | S | G | V | Punktzahl | Punkte |
| ---- | ----------- | - | - | - | --------- | ------ |
| 1    | Indien      | 3 | 3 | 0 | 119:53    | 6      |
| 2    | Pakistan    | 3 | 2 | 1 | 86:64     | 4      |
| 3    | Thailand    | 3 | 1 | 2 | 94:153    | 2      |
| 4    | Bangladesch | 3 | 0 | 3 | 62:91     | 0      |

|             | IND   | PAK   | THA   | BAN   |
| ----------- | ----- | ----- | ----- | ----- |
| Indien      |       | 23:11 | 66:27 | 30:15 |
| Pakistan    | 11:23 |       | 51:30 | 24:11 |
| Thailand    | 27:66 | 30:51 |       | 37:36 |
| Bangladesch | 15:30 | 11:24 | 36:37 |       |

#### Gruppe B
| Rang | Land     | S | G | V | Punktzahl | Punkte |
| ---- | -------- | - | - | - | --------- | ------ |
| 1    | Iran     | 3 | 3 | 0 | 150:65    | 6      |
| 2    | Südkorea | 3 | 2 | 1 | 104:90    | 4      |
| 3    | MAS      | 3 | 1 | 2 | 77:113    | 2      |
| 3    | Japan    | 3 | 0 | 3 | 57:120    | 0      |

|          | IRI   | JPN   | KOR   | MAS   |
| -------- | ----- | ----- | ----- | ----- |
| Iran     |       | 53:21 | 41:22 | 56:22 |
| Japan    | 21:53 |       | 17:44 | 19:23 |
| Südkorea | 22:41 | 44:17 |       | 38:32 |
| Malaysia | 22:56 | 23:19 | 32:38 |       |

### Finalrunde
|  | Halbfinale | Halbfinale |        |      | Finale | Finale |
|  |            |            |        |      |        |        |
|  |            |            |        |      |        |        |
|  | Indien     | 36         |        |      |        |        |
|  | Südkorea   | 25         |        |      |        |        |
|  |            |            | Indien | 27   |        |        |
|  |            |            |        | Iran | 25     |        |
|  | Iran       | 25         |        |      |        |        |
|  | Pakistan   | 14         |        |      |        |        |
|  |            |            |        |      |        |        |

### Endstand
| Platz | Land | Athleten |
| ----- | ---- | --- |
| 1     | IND  | Kumar Anup, Manjeet Chhillar, Navneet Gautam, Singh Gurpreet, Singh Jasvir, Nitin Shashikant Madane, Kumar Parveen, Kumar Rakesh, Rajaguru Subramanian, Kumar Surjeet, Singh Surjeet, Ajay Thakur                                                   |
| 2     | IRI  | Meisam Abbasi, Fazel Atrachali, Meysam Ghajarmohammadabadi, Reza Kamali Moghaddam, Gholamabbas Korouki, Abolfazl Maghsodloumahali, Mohammad Maghsoudlou, Seyedmehdi Moosavimojen, Hadi Oshtorak, Farhad Rahimimilaghardan, Meraj Sheykh, Hadi Tajik |
| 3     | KOR  | Ahn Hwangi, Eom Taedeok, Heo Younchan, Hong Dongju, Jung Kwangsoo, Kim Gyungtae, Kim Kidong, Kim Seongryeol, Lee Jangkun, Park Hyunil, Seo Deaho, Yook Sangmin                                                                                      |
| 3     | PAK  | Shabbir Ahmed, Hassan Ali, Nasir Ali, Wajid Ali, Muhammad Shahbaz Anwar, Syed Aqeel Hassan, Ibrar Hussain, Muhammad Kashif, Muhammad Nisar, Muhammad Rizwan, Wasim Sajjad, Atif Waheed                                                              |

Das Finale wurde am 3. Oktober ausgetragen.

## Damen

### Vorrunde
|  | Team für Halbfinale qualifiziert |

#### Gruppe A
| Rang | Land        | S | G | V | Punktzahl | Punkte |
| ---- | ----------- | - | - | - | --------- | ------ |
| 1    | Indien      | 2 | 2 | 0 | 74:44     | 4      |
| 2    | Bangladesch | 2 | 1 | 1 | 48:47     | 2      |
| 3    | Südkorea    | 2 | 0 | 2 | 44:75     | 0      |

|             | IND   | BAN   | KOR   |
| ----------- | ----- | ----- | ----- |
| Indien      |       | 29:18 | 45:26 |
| Bangladesch | 18:29 |       | 30:18 |
| Südkorea    | 26:45 | 18:30 |       |

#### Gruppe B
| Rang | Land              | S | G | V | Punktzahl | Punkte |
| ---- | ----------------- | - | - | - | --------- | ------ |
| 1    | Iran              | 3 | 3 | 0 | 114:67    | 6      |
| 2    | Thailand          | 3 | 2 | 1 | 90:78     | 4      |
| 3    | Japan             | 3 | 1 | 2 | 74:86     | 2      |
| 4    | Chinesisch Taipeh | 3 | 0 | 3 | 74:121    | 0      |

|                   | THA   | IRI   | JPN   | TPE   |
| ----------------- | ----- | ----- | ----- | ----- |
| Thailand          |       | 25:37 | 20:18 | 45:23 |
| Iran              | 37:25 |       | 34:23 | 43:19 |
| Japan             | 18:20 | 23:34 |       | 33:32 |
| Chinesisch Taipeh | 23:45 | 19:43 | 32:33 |       |

### Finalrunde
|  | Halbfinale  | Halbfinale |        |      | Finale | Finale |
|  |             |            |        |      |        |        |
|  |             |            |        |      |        |        |
|  | Indien      | 41         |        |      |        |        |
|  | Thailand    | 28         |        |      |        |        |
|  |             |            | Indien | 31   |        |        |
|  |             |            |        | Iran | 21     |        |
|  | Iran        | 40         |        |      |        |        |
|  | Bangladesch | 15         |        |      |        |        |
|  |             |            |        |      |        |        |

### Endstand
| Platz | Land | Athleten |
| ----- | ---- | --- |
| 1     | IND  | Kavita, Devi Kavita, Singh Jayanthi Lakshman, Mamatha, Anita Mavi, Abhilasha Shashikant Mhatre, Sushmitha Pawar Omprakash Pawar, Priyanka, Sumitra Sharma, Kishore Dilip Shinde, Bai V Tejeswini, Pooja Thakur                         |
| 2     | IRI  | Salimeh Abdollahbakhsh, Hengameh Bourghanifarahani, Marzieh Eshghi, Sahar Ilat, Sedigheh Jafarikalokan, Saeideh Jafarikoochi, Ghazal Khalaj, Zahra Masoumabadi, Malihe Miri, Tahereh Tirgar, Mozhgan Zare, Farideh Zarif Doost         |
| 3     | BAN  | Rupali Akhtar, Shila Akhtar, Soma Akhter, Tukuki Akhter, Kazi Shahin Ara, Moshammat Farzana Akhter Baby, Juni Chakma, Azmira Khatun Dula, Mosammat Mita Khatun, Shahanaj Parvin Maleka, Fatema Akhtar Poly, Sharmin Sultana Rima       |
| 3     | THA  | Chonlada Chaiprapan, Sai Jaemjaroen, Wattakan Kammachot, Namfon Kangkeeree, Naleerat Ketsaro, Alisa Limsamran, Nuchanart Maiwan, Nantharat Nantakitkosol, Atchara Puangngern, Rattana Rueangkoet, Kamontip Suwanchana, Alisa Thongsook |

Das Finale wurde am 3. Oktober ausgetragen.